# Contrats Madelin
La loi du 11 février 1994, dite loi Madelin — du nom de l’homme politique Alain Madelin —, a pour objectif de permettre aux travailleurs non salariés non agricoles (TNSNA) de bénéficier de compléments de pensions de retraite et de compléments de garanties de prévoyance personnelle constitués par des cotisations déductibles du bénéfice imposable. Ce dispositif n'est pas obligatoire ; il s'agit bien de cotisations volontaires. 
Cependant, ce dispositif n'est plus commercialisé depuis le 1er octobre 2020.
Les assurés qui ont adhéré à ces contrats avant le 1er octobre 2020 peuvent continuer de verser des cotisations pour se constituer une retraite supplémentaire dans le cadre de ces contrats. 

## La qualité du souscripteur
Le cadre fiscal Madelin est ouvert aux professionnels suivants :
- les non salariés relevant de la catégorie des bénéfices industriels et commerciaux (artisans, commerçants, industriels),
- les non salariés relevant de la catégorie des bénéfices non commerciaux (profession libérale),
- les dirigeants de sociétés soumises à l'impôt sur les sociétés (gérant majoritaire de SARL, gérant de société en commandite par actions),
- le conjoint collaborateur du travailleur non salarié est également habilité à souscrire un contrat Madelin

## Objectifs de cette loi
Elle présente essentiellement un avantage fiscal, puisque les cotisations sont déductibles du revenu imposable de TNSNA.
Elle permet à l'exploitant de pallier des carences des régimes généraux en matière de protection sociale (par exemple, le TNSNA ne bénéficie pas de l'assurance chômage).
Par contre, les cotisations Madelin versées à l'assureur ne sont pas déductibles du résultat social permettant de déterminer le montant des cotisations sociales.
En utilisant la loi Madelin, le TNSNA pourra donc cotiser à :
- un ou des contrats de retraite supplémentaire,
- un contrat de complémentaire santé pour lui et ses ayants droit,
- une assurance de substitution de revenu en cas d'arrêt de travail,
- un contrat de prévoyance décès,
- une assurance "perte d'emploi subie".

## Les plafonds de déductibilités

### Enveloppe retraite déductible
Pour la retraite, les cotisations sont déductibles à hauteur de 10 % du revenu d'activité majoré de 15 % pour la part du revenu qui excède le plafond de la sécurité sociale (PASS), dans la limite de huit PASS. Le minimum que pourra déduire le travailleur non-salarié est égal à 10 % du PASS. De ces limites, doit être déduit l'abondement reçu dans le cadre d'un PERCO.

### Enveloppe prévoyance déductible
Le plancher de déduction prévoyance est déterminé par le montant du plafond de la sécurité sociale en cours (7 % du PASS), majoré par le bénéfice imposable (3,75 % du bénéfice de l'année en cours). 
Le montant global de ce plafond étant limité à 3 % de 8 PASS.

## Fiscalité des prestations
Les contrats Madelin sont soumis à une fiscalité particulière. La sortie du contrat de retraite sera toujours sous forme de rente viagère imposable au même titre que les autres prestations de retraite.
Les prestations de prévoyance décès devront se faire sous forme de rente viagère. Elles seront donc imposables. 
Les prestations de prévoyance Arrêt de travail seront imposables et entreront dans la détermination du revenu imposable.
Seuls les remboursements des frais de soin (complémentaire santé) ne seront pas imposables.

## Modalités de conversion en rente viagère
La notification de la mise en retraite par la caisse liquidatrice est la pièce principale demandée par les organismes gestionnaires.
Le versement de la rente ne commence que le trimestre suivant l'établissement du dossier complet, sans tenir compte de la date effective du début de la retraite. Cette pratique ne semble s'appuyer sur aucune règle juridique ou contractuelle, mais sur l'argument que la rente est calculée en fonction de l'espérance de vie statistique, et donc que globalement le montant versé est le même. Il est bien évident qu'un décès avant la date calculée sur l'espérance de vie et sans co-rentier est tout à l'avantage des organismes financiers.